# Gueorgui Deliev

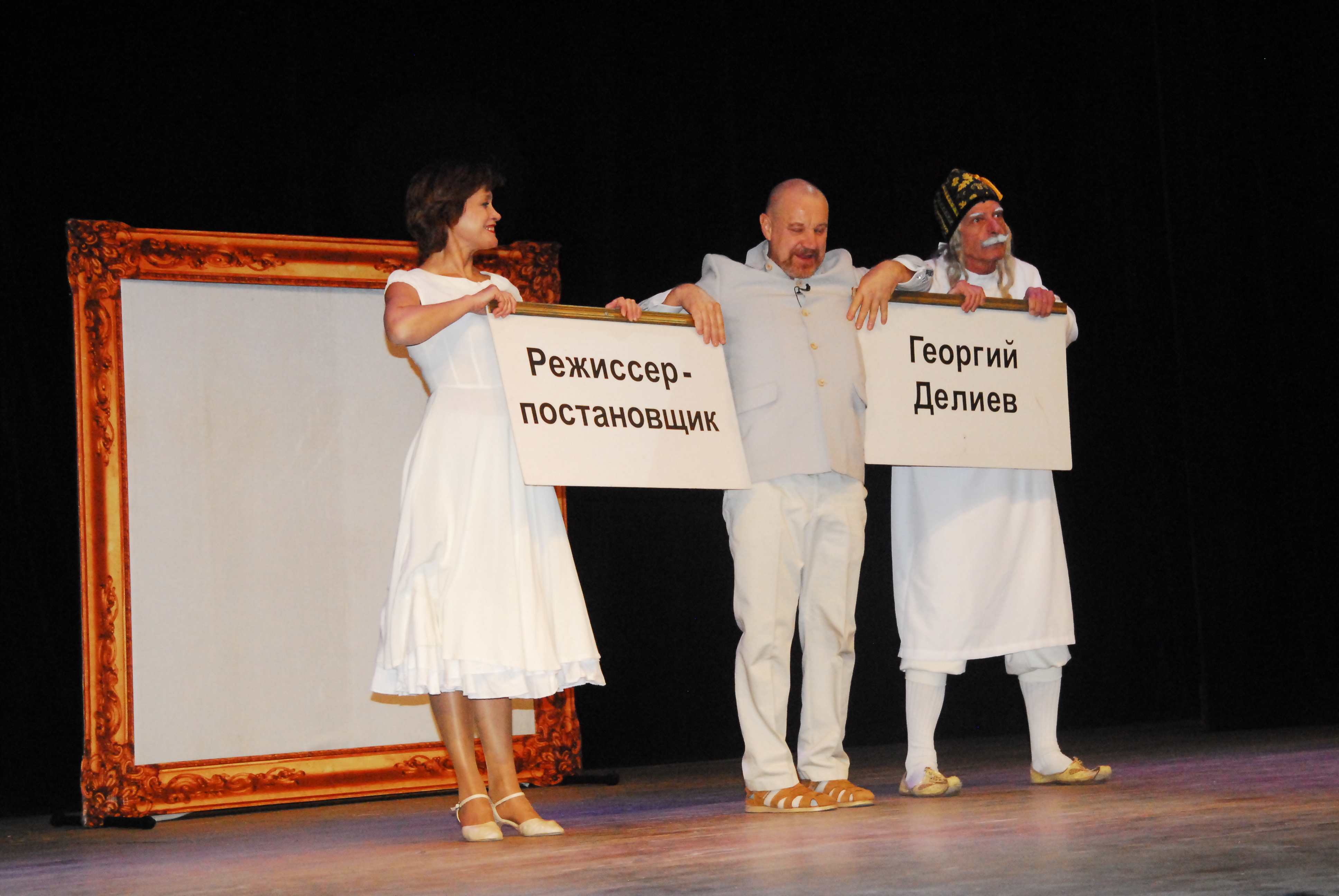

Gueorgui Viktorovitch Deliev (en ukrainien : Георгiй Вiкторович Делiєв), né le 1er janvier 1960 à Kherson, est un acteur, scénariste, réalisateur et chanteur ukrainien, créateur et directeur artistique de la troupe de mime d'Odessa Maski.

## Biographie
Les parents de Gueorgui, Viktor et Galina Deliev, sont enseignants d'un internat disciplinaire de l'oblast de Kherson. L'artiste a un frère cadet prénommé Lev. Dans son enfance, il pratique l’athlétisme, le volleyball et l'aviron. Il se passionne aussi pour le dessin.
Il fait ses études à l'Institut du Génie civil et de l'Architecture d'Odessa en 1977-1982. Parallèlement il fréquente le studio de clownade et pantomime.
Après l'obtention de son diplôme, il travaille comme architecte à Piatigorsk, puis à Chișinău de 1982 à 1984. Il rejoint ensuite le Teatr Licedei dirigé alors par Slava Polounine et collabore avec la troupe comique Maski fondée au sein de la Philharmonie d'Odessa dont il deviendra le directeur artistique. Il complète sa formation en 1986-1989 à la faculté de réalisation de l'Académie russe des arts du théâtre. La popularité de Maski commence véritablement en 1991, lorsque ses acteurs apparaissent dans la comédie excentrique Sept jours avec une beauté russe réalisée par Deliev lui-même. Leur projet télévisé Maski-show réalisé dans la tradition du cinéma muet devient pour de nombreuses années l'une des émissions phares de Rossiya 1 (1991-1995), Pierviy Kanal (1995-2004) et TNT (2004-2006).
Deliev joue dans quelques films de Kira Mouratova. En 2005, pour sa prestation dans L'Accordeur il remporte le prix du meilleur rôle masculin au festival Stojary.
Deliev est membre de l'Union théâtrale et de l'Union cinématographique d'Ukraine. En 2002, il est élu député du conseil municipal d'Odessa.

## Filmographie partielle
- 1991 : Sept jours avec une beauté russe (Семь дней с русской красавицей) de lui-même : Fouritch
- 2004 : L'Accordeur (Настройщик) de Kira Mouratova : Andreï
- 2004 : Les Douze Chaises (Zwölf Stühle) d'Ulrike Ottinger : Ostap Bender
- 2012 : L'Éternel Retour (Вечное возвращение) de Kira Mouratova